# Ségalas, Lot-et-Garonne
Ségalas är en kommun i departementet Lot-et-Garonne i regionen Nouvelle-Aquitaine i sydvästra Frankrike. Kommunen ligger i kantonen Lauzun som tillhör arrondissementet Marmande. År 2022 hade Ségalas 156 invånare.

## Befolkningsutveckling
Antalet invånare i kommunen Ségalas
| Referens: INSEE |